# 林栄一 (ミュージシャン)
林 栄一（はやし えいいち、1950年1月1日 - ）は、日本のジャズ・サクソフォーン奏者。東京都出身。

## 来歴
高校時代(1967年頃)からアルト・サックスの腕前が評判となり、山下洋輔のバンドに飛び入り演奏して、以後交友を深める。約十年、各地のキャバレー専属のハコバン(ビッグバンド)のメンバーとして腕を磨き、1980年代に山下と再会し、山下のバンドのメンバーとしてデビュー。
1990年、初の自己名義作品『MAZURU』発表。収録曲「ナーダム」は、後に渋さ知らズのレパートリーとなった。
1990年代中期には、片山広明との双頭バンド、デ・ガ・ショーで活動。なお、デ・ガ・ショーのセカンド・アルバムのライナーノーツを寄稿した忌野清志郎は、「俺も参加させろ!」と書き、後日、本当に共演する。その後、関島岳郎らとフォトンを結成し、篠田昌已へのトリビュート・アルバムを制作。アルバム『森の人』（2001年）では吉田達也と共演。『birds and bees』（2006年）は、サックスの多重録音を中心とした意欲作となった。

## アルバム
リーダー・アルバム
- MAZURU（1990年）
- モンクス・ムード（1996年）
- MONA LISA〜山下洋輔プレゼンツ! 林栄一プレイズ・スタンダード（1997年）
- 音の粒（1997年）
- MAZURUの夢（2000年）
- 森の人（2001年）
- the crushed pellet（2003年） - 大友良英、豊住芳三郎との連名
- birds and bees（2006年）
- 鶴（2007年）
- 遊侠一匹（2009年）

デ・ガ・ショー
- デ・ガ・ショー（1994年）
- 続デ・ガ・ショー（1996年）
- Hospital（1997年）- 忌野清志郎と共演
- Live!（1998年）

Hopper's Duck
- FAR OUT（1996年）

CO2
- ZERO（1998年）
- tokai（2000年）

フォトン
- フォトン（1999年）

林栄一・内橋和久・外山明・古澤良治郎
- 2006.8.26.音や金時（2008年）

サイドマンとしての参加作品
- 山下洋輔 - 『寿限無』（1981年）、映画『ジャズ大名』サウンドトラック（1986年）、『Playground』（1993年）他多数
- 渋さ知らズ - 『DETTARAMEN』（1993年）
- 大西順子 - 『Piano Quintet Suite』（1995年）
- 片山広明 - 『Instant Groove』（1998年）
- 早川岳晴 - 『Kowloon』（2002年）
- 峰厚介 - 『ランデヴー』（2004年）

明田川荘之とのデュオ
- カリファ - デュオ・パートI（1997年）
- 長者の山 - デュオ・パートII（1998年）

オムニバス参加作品
- ×三星天洋（1999年）